# Resolutie 1258 Veiligheidsraad Verenigde Naties
Resolutie 1258 van de Veiligheidsraad van de Verenigde Naties werd unaniem door de
VN-Veiligheidsraad aangenomen op 6 augustus 1999.

## Achtergrond
In 1994 braken in de Democratische Republiek Congo etnische onlusten uit die onder meer
werden veroorzaakt door de vluchtelingenstroom uit de buurlanden Rwanda en Burundi.
In 1997 beëindigden rebellen de lange dictatuur van Mobutu en werd
Kabila de nieuwe president.
In 1998 escaleerde de burgeroorlog toen andere rebellen Kabila probeerden te verjagen. Zij zagen zich
gesteund door Rwanda en Oeganda.
Toen hij in 2001 omkwam bij een mislukte staatsgreep werd hij opgevolgd door zijn zoon.
Onder buitenlandse druk werd afgesproken verkiezingen te houden die plaatsvonden in 2006 en gewonnen
werden door Kabila.
Intussen zijn nog steeds rebellen actief in het oosten van Congo en blijft de situatie er gespannen.

## Inhoud

### Waarnemingen
De Veiligheidsraad wilde de ernstige humanitaire situatie in de Democratische Republiek Congo opgelost zien
en zorgen dat alle vluchtelingen veilig huiswaarts konden keren. De situatie in het land noopte tot een
ingrijpen.

### Handelingen
Op 10 juli was een staakt-het-vuren getekend dat als basis kon dienen om het conflict in Congo op te
lossen. Alle partijen, de rebellengroepen in het bijzonder, werden opgeroepen de vijandelijkheden te stoppen en
het staakt-het-vuren uit te voeren. Ze moesten ook in debat gaan tijdens een proces van nationale verzoening.
De Veiligheidsraad autoriseerde de inzet van tot 90 militaire VN-verbindingsofficieren naar de hoofdsteden van
de landen die het staakt-het-vuren ondertekenden en het hoofdkwartier van de gezamenlijke militaire commissie
die zij hadden opgericht om dat staakt-het-vuren uit te voeren. Met een mandaat van drie maanden moesten zij
contacten leggen, steun verlenen en informatie doorspelen.
De secretaris-generaal mocht ook zo snel mogelijk een
Speciale Vertegenwoordiger aanstellen om de VN-aanwezigheid in de regio te leiden.

## Verwante resoluties
- Resolutie 241 Veiligheidsraad Verenigde Naties (1967)
- Resolutie 1234 Veiligheidsraad Verenigde Naties
- Resolutie 1273 Veiligheidsraad Verenigde Naties
- Resolutie 1279 Veiligheidsraad Verenigde Naties

Lijst ·  1220 ·  1221 ·  1222 ·  1223 ·  1224 ·  1225 ·  1226 ·  1227 ·  1228 ·  1229 ·  1230 ·  1231 ·  1232 ·  1233 ·  1234 ·  1235 ·  1236 ·  1237 ·  1238 ·  1239 ·  1240 ·  1241 ·  1242 ·  1243 ·  1244 ·  1245 ·  1246 ·  1247 ·  1248 ·  1249 ·  1250 ·  1251 ·  1252 ·  1253 ·  1254 ·  1255 ·  1256 ·  1257 ·  1258 ·  1259 ·  1260 ·  1261 ·  1262 ·  1263 ·  1264 ·  1265 ·  1266 ·  1267 ·  1268 ·  1269 ·  1270 ·  1271 ·  1272 ·  1273 ·  1274 ·  1275 ·  1276 ·  1277 ·  1278 ·  1279 ·  1280 ·  1281 ·  1282 ·  1283 ·  1284